# Cryptoblepharus buchananii
Cryptoblepharus buchananii (змієокий сцинк Б'юкенена) — вид сцинкоподібних ящірок родини сцинкових (Scincidae). Ендемік Австралії.

## Поширення і екологія
Змієокі сцинки Б'юкенена широко поширені в Західній Австралії, за винятком регіону Кімберлі. Вони живуть на прибережних рівнинах, в пустищах квонган, в евкаліптових заростях Пілбари та в пустелях.